# Gerhard Adler
Gerhard Adler (14 de Abril de 1904 - 23 de Dezembro de 1988) foi uma figura importante no mundo da psicologia analítica, conhecido pela sua tradução para inglês a partir do original alemão e pelo seu trabalho editorial sobre as obras reunidas de Carl Gustav Jung. Também editou CG Jung Letters com Aniela Jaffe. Apesar dos anos de colaboração em tradução e edição, a lealdade de Adler a Jung e à "Escola de Zurique" causou diferenças irreconciliáveis com Michael Fordham e levou-o a abandonar a Sociedade de Psicologia Analítica e a fundar a Associação de Analistas Junguianos.
O seu pai era comerciante. Em 1927, doutorou-se em psicologia, filosofia e história na Universidade de Freiburg. Mais tarde, fez uma análise de formação com C.G. Jung de 1931 a 1934 e estabeleceu um consultório analítico em Berlim de 1932 a 1936. Em 1936, ele e o seu irmão mais velho, um médico, tiveram de imigrar para o Reino Unido. Durante a maior parte da sua vida, o trabalho de Adler permaneceu intimamente associado às ideias seminais de Jung, que ele defendeu em muitas ocasiões. A este respeito, Jung disse a seu respeito: "Agradeço... que, por uma vez, um dos meus alunos tenha quebrado uma lança por mim". Isso foi escrito em resposta à defesa que Adler fez de Jung contra acusações de ser pró-nazista e anti-semita.

## Biografia
Adler nasceu em Berlim, de ascendência judaico-alemã. Em 1927 foi transferido para a Universidade de Freiburg. Em 1932 foi para Zurique para estudar e treinar com Jung na clínica psiquiátrica Burghölzli, mantendo uma relação próxima até à morte de Jung em 1961.
Fugindo à perseguição nazi, fundou um consultório psicanalítico em Londres em 1936. Escreveu e ensinou internacionalmente em alemão e inglês e escreveu estudos em Psicologia Analítica (1948), O Símbolo Vivo (1961) e Dinâmica do Eu (1979). Foi um dos oito co-fundadores da Sociedade de Psicologia Analítica em 1945 e foi fundador da Associação de Analistas Junguianos em 1977.
Adler foi membro fundador da Associação Internacional de Psicologia Analítica e exerceu dois mandatos consecutivos (1971-1977) como seu presidente. A sua mulher, Hella, também analista junguiana, foi sua parceira em muitos empreendimentos, sendo sempre independente e franca nos seus pontos de vista.

## Reflexões sobre o "acaso", o "destino" e a sincronicidade
Num relato pessoal sobre o início da sua vida e o subsequente encontro com Jung, intitulado "Reflexões sobre o "acaso", o "destino" e a "sincronicidade", Gerhard Adler situa a data de início da sua análise com Jung em Janeiro de 1931, na sequência de uma recomendação de James Kirsch, o seu anterior analista em Berlim. No entanto, numa entrevista filmada, realizada em Setembro de 1976, intitulada The World Within, Adler situa a data em 1930, com uma frequência de três a quatro vezes por semana. Ao mesmo tempo, ele também estava a ser analisado por Toni Wolff, o que significa que estava em análise todos os dias com um ou outro. No início da análise com Jung, Adler descreve ter tido um "grande" sonho no qual parecia percorrer toda a sua vida, passado, presente e futuro. Quando acordou, não se lembrava de nenhum pormenor do sonho. A reacção de Jung foi dizer que Adler tinha de esquecer todos os pormenores, pois seria impossível para ele viver uma vida livre e criativa se tivesse retido o conhecimento de tudo o que lhe iria acontecer.
O relato acima inclui a difícil decisão que Gerhard e a sua mulher, Hella, tiveram de tomar para renunciar a uma visita em 1953 aos seus amigos Erich e Julie Neumann, em Israel. Esta decisão baseou-se na forte sensação de que tinham de ir a Zurique. Durante a sua estadia em Zurique, Gerhard teve uma análise com Toni Wolff, que lhe concedeu uma hora por dia. Na sexta-feira, 20 de Março, foi a última pessoa a ter uma sessão com ela, durante a qual sentiu todas as partes fragmentadas da sua psique a juntarem-se numa verdadeira coniunctio. Após esta sessão, regressou a casa com uma sensação de paz, tendo marcado a próxima sessão para segunda-feira, 23 de Março. Os Adler deixaram Zurique para o fim-de-semana e regressaram com a notícia de que Toni Wolf tinha morrido de ataque cardíaco nas primeiras horas da noite de 20 para 21 de Março. Adler sentiu que nunca se teria perdoado se não tivesse visto e trabalhado com ela pela última vez.

## Gerhard Adler no Reino Unido
Após a sua chegada a Londres em 1936, Gerhard e Hella Adler tiveram um filho, Michael, em 1939, e uma filha, Miriam, em 1944. Durante a guerra, mudaram-se para Oxford, ficando inicialmente com o antropólogo e analista junguiano John Layard, que tinham conhecido em Zurique". Pela minha experiência e pela de outras pessoas que os conheceram bem, os Adler não foram muito abertos em relação à sua vida na Berlim dos anos 30. Na entrevista cinematográfica acima referida, Adler menciona ter levado o filho (do primeiro casamento) para a escola em Inglaterra em 1933, porque já pressentia a ameaça do que estava para vir na Alemanha. Diz que nunca mais regressou à Alemanha depois de 1936 porque a confiança básica tinha sido quebrada. A filha de Hella e Gerhard disse que não se lembrava de os seus pais falarem alemão um com o outro.
Entre 1936 e 1947, Adler exerceu a profissão de terapeuta infantil no Centro de Formação de Orientação Infantil de Londres, deslocando-se de Oxford para Londres durante os anos da guerra. Também deu palestras na Clínica Tavistock em 1936 e 1937. Em 1956, Adler foi membro fundador da Associação Internacional de Psicologia Analítica (IAAP), da qual foi presidente de 1971 a 1977, bem como editor das actas do primeiro e quinto congressos da IAAP. A presidência de Adler coincidiu com a cisão da Sociedade de Psicologia Analítica (SAP) e a formação da Associação de Analistas Junguianos (Formação Alternativa), à qual a "SAP deu a sua bênção... e foi encorajada pelo comité executivo da IAAP". Adler era presidente da IAAP na altura, o que contribuiu para a aceitação da AJA como uma organização separada (Gerhard Adler, comunicação pessoal, 8 de Maio de 1988).
No seu artigo sobre o tema do congresso de 1974 realizado em Londres, publicado no The Journal of Analytical Psychology em 1975, o centenário do nascimento de Jung, Adler reconhece que existe uma necessidade de investigação clínica, mas "a metapsicologia de Jung, centrada no numinosum, merece a nossa maior atenção".

## Institucionalização da psicologia analítica no Reino Unido
A institucionalização da psicologia analítica no Reino Unido teve a sua origem na fundação, em 1922, do Clube de Psicologia Analítica, que Jung visitou em 1923. O seu número de membros aumentou na década de 1930 com a chegada de analistas judeus da Alemanha e da Áustria. Acontecimentos semelhantes estavam a ter lugar na Sociedade Psicanalítica Britânica, fundada em 1919. O início de uma aproximação entre freudianos e junguianos em Londres começou a nível clínico na Secção Médica da Sociedade Psicológica Britânica no período de 1945-74". Isto viria a ter consequências a longo prazo para o desenvolvimento da psicologia analítica no Reino Unido, e para a direcção subsequente tomada por Gerhard Adler.
Tornou-se cada vez mais evidente na década de 1940 que a profissionalização do movimento junguiano era essencial para estabelecê-lo nos mundos psicoterapêutico, psicológico e psiquiátrico". Dessa crescente percepção surgiu a Sociedade de Psicologia Analítica (SAP), cujo Memorando e Artigos de Associação foram formulados em 1946. Os membros fundadores citados nesse documento são os seguintes: Gerhard Adler, C.M. Barker, Frieda Fordham, Michael Fordham, Philip Metman, Robert Moody e Lotte ("Lola") Paulsen. Uma figura importante nessa altura foi o psiquiatra e analista E.A. Bennet, que se encontrava no Hospital Maudsley. Foi graças a ele que vários membros da primeira formação da PEA, em 1947, eram psiquiatras, nomeadamente Robert Hobson, Gordon Stewart Prince e Anthony Storr.